# C dans l'air
Pour l’article ayant un titre homophone, voir C'est dans l'air.
C dans l'air est une émission de débat de la télévision française consacrée à l'actualité. Créée en 2001 par Jérôme Bellay et Yves Calvi son présentateur initial de 2001 à 2016, elle s'impose rapidement comme l'une des émissions phares de France 5. L'émission est mise à l'antenne le 17 septembre 2001. Elle est diffusée en direct du lundi au vendredi à 17 h 45 juste avant C à vous avant d'être, à partir de 2016, également proposée le samedi toujours en direct.
Diffusée sur une chaîne du service public et produite par la société privée Maximal Productions appartenant au groupe Mediawan,, de l'homme d'affaires Pierre-Antoine Capton, Xavier Niel et Matthieu Pigasse, C dans l'air est présentée (en 2025) par Caroline Roux du lundi au jeudi et par Axel de Tarlé puis Aurélie Casse le vendredi et le samedi, remplacés durant leurs absences entre autres par Maya Lauqué, Salhia Brakhlia ou Lorrain Sénéchal.

## Principe de l'émission
C dans l'air décrypte pendant 65 minutes, un thème précis de l'actualité politique, sociale, économique ou internationale.
Six à l'origine) puis uniquement quatre invités, spécialistes du sujet traité, échangent leurs analyses et opinions, au cours d'un débat mené par Caroline Roux ou Axel de Tarlé.
L'émission, réalisée en direct, est ponctuée par trois reportages courts illustrant le thème du jour.
En fin d'émission, de 18 h 40 à 18 h 48 (du lundi au vendredi) / 18 h 45 à 18 h 53 (le samedi), Caroline Roux et Axel de Tarlé répondent aux questions des téléspectateurs invités à réagir par SMS (au 41 555), sur Internet (france5.fr/cdanslair), et sur les réseaux sociaux (#cdanslair).
Il est à noter que selon plusieurs sources, les experts qui interviennent dans l'émission ne sont pas rémunérés. En contrepartie, ils savent qu'ils s'assurent une bonne exposition médiatique.

## Identité graphique et sonore

### Habillage
Lors de son lancement, C dans l'air utilise un logo semblable au logo copyright (un C orange dans un cercle avec le nom de l'émission à l'intérieur) ainsi qu'un générique rythmé et dynamique composé par Jérôme Baur. Ce logo est modifié en décembre 2001, en même temps que le plateau. Ce nouvel habillage est composé de lignes transparentes dans une teinte gris foncé.
Le générique, quant à lui, inclut le papier-peint de Franck Fellemann qui décore le plateau. Ce générique change radicalement en septembre 2002, à la suite du virage éditorial de l'émission. Désormais, une grande ligne transparente gris foncé s'affiche à gauche pour indiquer le jour et le thème de l'émission, avant de laisser apparaître le logo de l'émission vers le bas et le nom du présentateur vers le haut, le tout accompagné d'un nouvel habillage sonore.
Un nouvel habillage apparaîtra le 3 mars 2014, le générique est désormais sous la forme de mosaïque de carrés transparents dans des teintes grises et fait apparaître un nouveau logo, puis le jour et le thème de l'émission, mais le sonore reste inchangé.
Le 4 février 2019, un nouveau générique fait son apparition. Des images du thème de l'émission filtrés en bleu clair défilent avec une transition lignée. Les 3 syllabes du titre apparaissent séparément dans les 3 premières images avant de voir un logo légèrement relifté au complet. S'ensuivent le jour et le thème de l'émission.
L'habillage sonore en place depuis septembre 2002 est lui aussi remixé par son créateur, Jérôme Baur tout en gardant sa mélodie emblématique.

### Logos

Logo de C Dans L'air (De septembre 2001 à février 2014)
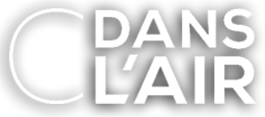
Logo de C DANS L'AIR (De février 2014 à janvier 2019)
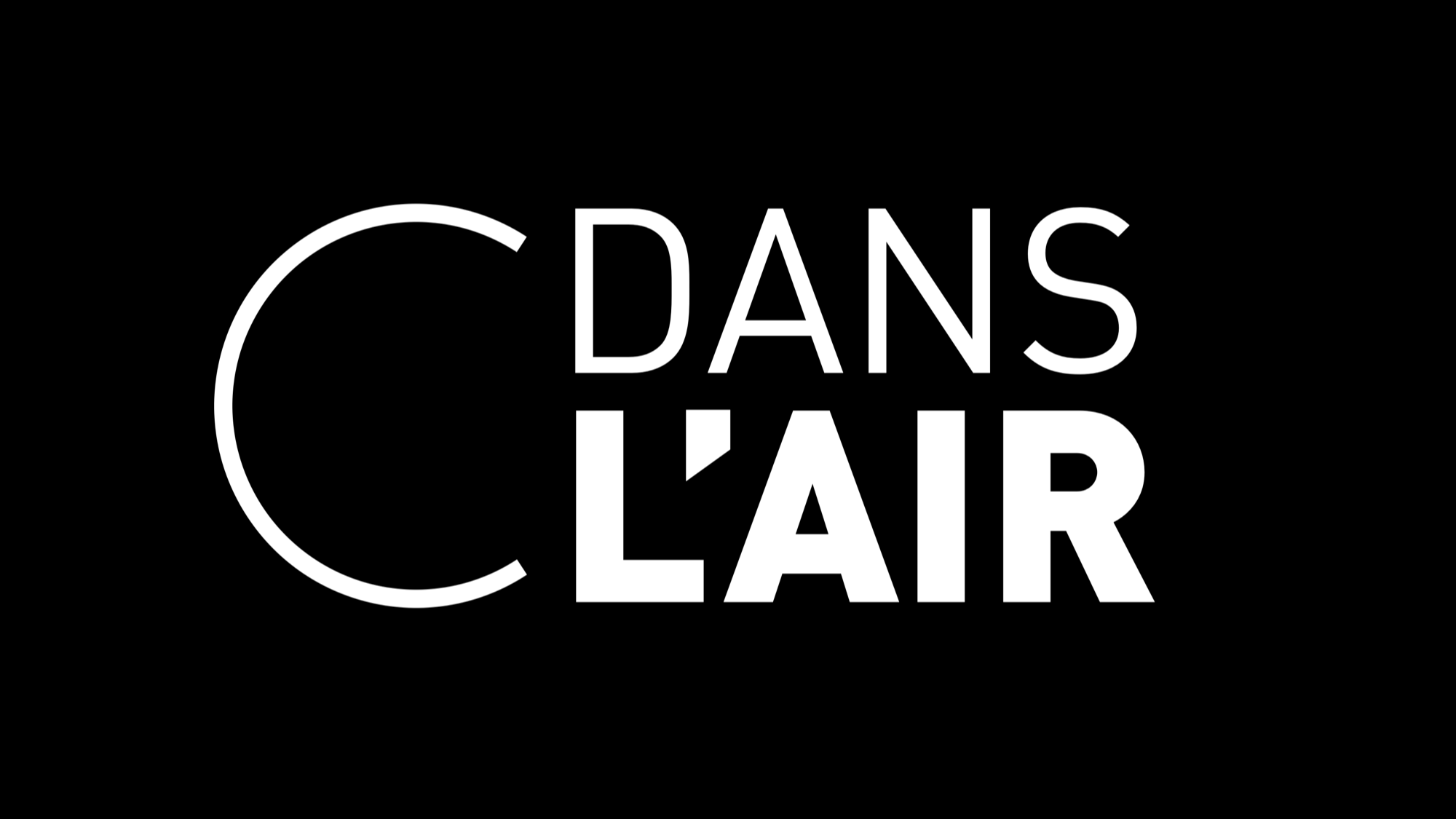
Nouveau logo de l'émission C DANS L'AIR (Depuis janvier 2019)

## Diffusion
L'émission est diffusée en direct du lundi au vendredi jusqu'en 2016 puis du lundi au samedi à 17 h 45 sur France 5, puis rediffusée en deuxième partie de soirée du lundi au vendredi (vers 22 h 30 jusqu’en décembre 2021, et vers 23h50 depuis janvier 2022), et enfin le lendemain matin à 5 h 30 (jusqu'à la rediffusion du dimanche 8 décembre) / 4 h 45 (depuis la rediffusion du mardi 10 décembre, avec l'arrivée d'Okoo dès 6 h depuis le lundi 9 décembre). Elle est accessible en télévision de rattrapage pendant une semaine sur le service France.tv de France Télévisions. C'est d'ailleurs l'une des rares émissions qui y sont accessibles également depuis l'étranger (rediffusion notamment sur TV5 Monde le lendemain de l'émission). Au Québec, l'émission est diffusée à TV5 Québec Canada du lundi au vendredi.
À l'été 2004, l'émission n'est pas diffusé, elle est remplacée par une déclinaison spéciale de l'émission jeunesse Les Zouzous : L'Été des Zouzous
L'émission est diffusée en prime time pour la première fois de son histoire le mercredi 28 mars 2018 avec pour thème le terrorisme. Initialement prévue le 11 avril, l'émission est avancée en raison de l'actualité liée aux attentats de Trèbes et Carcassonne, survenus le 23 mars 2018.
Pour la deuxième fois de son histoire, l'émission est diffusée en prime time le mardi 19 mars 2019 avec pour thème Europe : la tentation populiste, et présentée par Caroline Roux.
La troisième diffusion, dont le thème concerne la dette publique en France et en Europe, a été programmée le 10 décembre 2019, entre deux semaines de diffusion d'Enquête de Santé.
À ce sujet, il est à noter que les émissions spéciales dépendent chaque année de la diffusion des deux autres documentaires/débats, Enquête de Santé et Le Monde en Face (présentés respectivement le mercredi en 2017 et 2018 et le mardi en 2018 et 2019).
Depuis septembre 2021, Le Monde en face ayant changé de case horaire  (diffusion le dimanche à 21h), les émissions spéciales de C dans l'air sont désormais diffusées également le dimanche soir. 

## Plateau de l'émission
Du 17 septembre 2001 au 26 août 2017, l'émission est hébergée dans les locaux de la radio Europe 1, dont le propriétaire a comme filiale Maximal Production, qui produit l'émission jusqu'à fin août 2017.
L'émission étant à la base conçue pour un public jeune, le décor proposé est très coloré, avec un sol de couleur verte, une table orangée et un papier peint représentant des gratte-ciel et des constructions urbaines de différentes couleurs (rouge, orange, jaune, vert et bleu) le tout imaginé par Franck Fellemann. À noter que cette première version du plateau dispose des 6 lignées de gradins, 2 au fond du plateau, ainsi que 2 derrière chaque rangée d'invités.
En janvier 2002, à la suite du changement d'identité de La Cinquième en France 5, des modifications apparaissent, les gradins situés derrière les invités sont supprimés, le sol arbore un carrelage blanc et la table devient circulaire, comme aujourd'hui, mais avec un motif bois.
En septembre 2002, à la suite du virage définitif pris par l'émission (nouveau générique, nouvel habillage sonore, thèmes plus sérieux) la plupart des gratte-ciel sont recolorés en bleu clair (principalement les zones où les participants sont filmés en gros plan), mais il reste cependant des zones où les anciennes couleurs subsistent. Des plaques transparentes et semi-transparentes sont également ajoutées derrière les zones en bleu clair.
En septembre 2007, le décor subit de nombreuses modifications. Les 2 gradins du public sont supprimés, l'espace situé derrière ces gradins est utilisé pour installer le plateau de C à dire, qui précède l'émission tous les jours. Un cadre lumineux accompagné de 2 à 3 mini-cadres noir à contour blanc est ajouté derrière le présentateur ainsi que derrière les intervenants, permettant d'ajouter des projecteurs bleus. La table circulaire est légèrement tronquée et devient semi-transparente, elle se voit également ajouter des extrémités triangulaires, montante d'un côté, descendante de l'autre.
En septembre 2014, le plateau subit à nouveau des changements drastiques : le papier peint "gratte-ciel et constructions urbaines" ainsi que les cadres sont modernisés, toujours par Franck Fellemann, il en est de même pour les mini-cadres dont le fond noir est remplacé par une plaque semi-transparente, les projecteurs diffusent désormais une lumière turquoise et un écran en forme de portable est installé du côté gauche du présentateur (droit à l'écran).
Depuis le 28 août 2017, l'émission est installée au siège de France Télévisions, dans le « Bunker » (ancien plateau des journaux de France 2). Mais le décor en lui-même ne subit aucune modification.
C'est aussi depuis cette date que l'émission possède un plateau de secours lors des grèves à France Télévisions. Ce plateau de secours a fait sa première apparition lors de l'émission du 17 octobre 2017. Il est composé d'un fond vert sur lequel est projeté le décor du studio original, la table semi-circulaire est quant à elle plus simple et un plan large unique est proposé à l'écran en plus des gros plans sur chaque personne.
À partir du 4 février 2019, l'émission se dote d'un nouveau décor, une première dans l'histoire du programme. Le plateau abandonne le papier peint « gratte-ciel et constructions urbaines » de Franck Fellemann et adopte désormais une forme ronde avec des lignes lumineuses de différentes hauteurs et de différentes longueurs, reprenant ainsi l'habillage de l'émission. L'écran situé à gauche du présentateur (à droite à l'écran) adopte un format normal, semblable à celui d'une tablette tactile. La table reste cependant toujours la même, aussi bien dans la forme que dans sa composition.

## Historique
À la base conçue comme une émission de débat de société destinée à un public de scolaires et de jeunes dans la lignée éditoriale de la Cinquième (la cible de la chaîne diffuseuse), elle doit dès son numéro inaugural (17 septembre 2001) traiter une actualité très forte, en l’occurrence les attentats du 11 septembre 2001. À la suite du succès de ses premiers numéros, l'émission abandonne très vite son concept initial pour virer vers celui du traitement de l'actualité du jour (politique, économique, sociétale, internationale, militaire…). De son concept initial ne reste plus qu'un court synthé avant et après l'émission informant que l'émission est librement enregistrable par les enseignants dans le but d'être utilisée ensuite en classe comme support de cours.
Le 18 mars 2002, l'émission change légèrement de formule, c'est alors qu'apparaissent les fameuses questions SMS et Internet relayées dans un premier temps en cours d'émission.
Étant diffusée à l'époque vers 18h03, la dizaine de minutes consacrée aux questions SMS et Internet est réservée uniquement aux téléspectateurs du câble et du satellite, de 19h à 19h10.
Cette partie questions, intitulée de 2002 à 2007 C dans l'air la suite, est ramenée avant le passage de France 5 à Arte sur la télévision analogique, à 19h à partir de la rentrée 2003, ainsi chaque téléspectateur peut voir les questions posées par d'autres. L'émission commence depuis cette date aux alentours de 17h45.
Le 25 septembre 2006, C dans l'air fête son 1000e numéro. Le 12 avril 2010, l'émission diffuse son 2000e numéro, consacré à l'accident de l'avion présidentiel polonais à Smolensk et la Pologne.
L'émission a atteint sa 3000e diffusion le lundi 10 février 2014.
Le 14 novembre 2015, l'émission est programmée exceptionnellement un samedi pour évoquer les attentats à Paris. À partir de la saison 2016-2017 (première saison pour Bruce Toussaint), l'émission étend sa diffusion, elle passe désormais 6 jours sur 7 (du lundi au samedi).
Depuis septembre 2017, l'un des quatre invités de l'émission tourne une mini-séquence à moyens limités avec l'animateur(trice) de 2 à 4 minutes juste après l'émission pour répondre à quelques autres questions SMS/Internet/Réseaux sociaux non-traitées faute de temps. Cette séquence est disponible uniquement sur la page Facebook de l'émission.
À partir du 4 février 2019, l'émission se dote d'un nouveau générique, d'un nouvel habillage et d'un nouveau décor. C'est la première fois que le plateau change en même temps que le nouveau générique et le nouvel habillage de l'émission. La musique est également remixée.
Le 11 octobre 2021, Pierre-Antoine Capton (président de Mediawan producteur de l'émission) annonce dans le JDD que l'émission est plus régulièrement programmée en prime-time pour la saison 2021-2022 afin de recevoir l'ensemble des candidats à l'élection présidentielle française de 2022.

### Présentation
Jusqu'à 2016, l'émission C dans l'air est présentée habituellement par son cofondateur Yves Calvi.
En juillet 2006, Thierry Guerrier (alors directeur adjoint de France Info) assure l'intérim Yves Calvi à la présentation de C dans l'air. À la rentrée de septembre 2006, Thierry Guerrier quitte France Info pour devenir officiellement le remplaçant de Yves Calvi lorsque ce dernier présente Mots croisés sur France 2 (les lundis tous les quinze jours) ou lors de ses vacances. Nommé à la tête du service politique d'Europe 1 en janvier 2011, Thierry Guerrier quitte France Télévisions et l'animation de l'émission. Il revient finalement en juillet 2013.
Été 2007, l'émission continue également sa diffusion en juillet et en août grâce à l'alternance de plusieurs remplaçants attritrés à la présentation. Depuis l'émission est diffusée toute l'année sans interruption estivale.
Depuis 2008, Axel de Tarlé remplace régulièrement Thierry Guerrier quand celui-ci doit s'absenter pour des raisons de santé,.
En juillet 2011, Laurent Bazin, journaliste à RTL, remplace Yves Calvi, tandis qu'Axel de Tarlé assure la présentation durant le mois d'août. À partir de septembre 2011 et jusqu'en 2013, Laurent Bazin anime l'émission tous les lundis, quand Yves Calvi présente Mots croisés sur France 2.
À partir de septembre 2013, c'est Caroline Roux qui anime l'émission tous les vendredis.
Le 30 mai 2016, il est annoncé que le présentateur historique de l'émission, Yves Calvi est en partance pour la chaîne LCI et qu'il doit être remplacé en alternance par Caroline Roux et Bruce Toussaint. Yves Calvi présente sa dernière émission le 23 juin. À partir de la rentrée de 2016, l'émission voit sa diffusion élargie au samedi. Elle est présentée depuis le 29 août 2016 du lundi au jeudi par Caroline Roux, et le vendredi et samedi par Bruce Toussaint qui officie également comme remplçant de Caroline Roux. Toutefois, Bruce Toussaint
quitte en juillet 2018, la chaîne et le service public pour rejoindre BFM TV. Il est alors remplacé par Axel de Tarlé, qui quitte la présentation de l'émission C à dire qui précède C dans l'air. Le remplaçant de Caroline Roux et d'Axel de Tarlé est désormais Laurent Bazin.
À partir de juillet 2020, deux nouveaux remplçants viennent remplacer Axel de Tarlé pendant ses congés : Bruno Duvic et Alexandra Bensaid, éditorialiste économique de France Télévisions.
Depuis avril 2023, Maya Lauqué présente ponctuellement l'émission. De même pour Lorrain Sénéchal, depuis l'été 2024.

### Records d'audience
C dans l'air réalise son record d'audience le 3 mai 2007, avec une émission consacrée au débat de l'entre-deux tours de l'élection présidentielle française de 2007 : ce numéro réunit 1,7 million de téléspectateurs soit 16,8 % de part de marché[réf. nécessaire]. Ce record est battu le 15 novembre 2010 lors d'une émission sur le changement de gouvernement, qui rassemble 1,9 million de téléspectateurs (13,4 % en part de marché). Le 2 novembre 2011, l'émission, consacrée à la crise grecque, attire plus de 2,1 millions de téléspectateurs soit 14,3 % de parts d'audience, parvenant à devancer TF1 et M6 notamment. Le 13 janvier 2014, l'émission établit un nouveau record d'audience avec 2,11 millions de téléspectateurs et 14,5 % de parts d'audience sur la relation entre François Hollande et Julie Gayet.
Entre le 18 et le 22 octobre 2010, le magazine enregistre son record d'audience hebdomadaire, dépassant les 1,4 million de téléspectateurs en moyenne, soit 11,8 % de part de marché, la semaine étant principalement consacrée aux manifestations contre la réforme des retraites et au climat social qui en découle.
Lors de l'émission spéciale, du lundi 16 novembre 2015, consacrée aux attentats du vendredi 13 novembre 2015 à Paris, l'émission a réalisé un record historique d'audience : 2 450 000 téléspectateurs soit 15,9 % de PdA.
Enfin, lors d'une émission diffusée en direct le lundi 7 décembre 2015 et consacrée aux résultats du premier tour des élections régionales de décembre 2015 en France, marquée par une forte montée du Front national, l'émission bat de nouveau son record historique. En effet, 2 470 000 téléspectateurs sont présents devant l'émission ce jour-là, soit 17,2 % du public habituel. C dans l'air propulse France 5 en deuxième position de l'audience TV à cette horaire, juste derrière TF1.
Durant la saison 2016/2017, le magazine obtient des résultats d'audience satisfaisants grâce à la forte actualité liée aux élections présidentielle et législatives. En moyenne, C dans l'air a rassemblé 1,5 million de téléspectateurs chaque jour, soit une part de marché de 12,8 %. Le programme a ainsi signé sa meilleure saison historique.

## Thèmes traités dans l'émission
L'émission parle de tous les thèmes qui occupent une place importante dans l'actualité française et internationale avec une grande réactivité. Les sujets sont très variés :
- politique française ;
- actualités internationales : guerres, conflits, politique, géopolitique, catastrophes humanitaires, terrorismes, Europe, Royaume-Uni, Russie, Afrique, Espagne et continent sud-américain, États-Unis, Moyen-Orient, Extrême-Orient… ;
- économie, social et environnement : chômage, croissance, immobilier, prix du pétrole, tourisme, catastrophes et risques naturels… ;
- société : mariage, adoption, religion, psychologie, criminologie, victimologie, vacances, nouvelles technologies… ;
- défense, sécurité, justice ;
- sport ;
- sciences, aéronautique.

## Récompenses
L'émission a obtenu en 2006 un « Laurier débat » remis par le Club audiovisuel de Paris dans le cadre des Lauriers de la radio et de la télévision qui récompensent chaque année les émissions qui contribuent à l'enrichissement culturel de chacun.

## Controverses

### Attaque en justice
À la suite de l'émission du 11 février 2005 intitulée « Délinquance, la route des Roms », C dans l'air a été accusé par des associations de Roms, le MRAP, la LICRA et la Ligue française pour la défense des droits de l'homme et du citoyen d'un « amalgame entre les Roms et la délinquance ». Ces associations estiment que des invités ont proféré des « Porajmos » (propos hostiles aux tsiganes) et regrettent la démonstration faite par Yves Calvi d'une organisation méthodique de la mendicité des Roms.
En mai 2009, estimant que certains passages de l'émission sont « susceptibles de renforcer les préjugés racistes », le tribunal correctionnel de Paris a condamné Marc Tessier, alors président de France Télévisions, pour provocation à la haine envers les Roms, au titre de responsable de la diffusion de cette émission. Yves-Marie Laulan, un invité présent en plateau, a lui aussi été condamné pour propos discriminatoires. En revanche, Yves Calvi et le criminologue Xavier Raufer, invité de l'émission, ont été relaxés, le tribunal considérant qu'ils n'ont pas « incité le public à la discrimination envers les Roms ». En juin 2011, la Cour de cassation a annulé cette condamnation en vertu de la liberté d'expression et en estimant que le délit de provocation à la haine raciale n'est pas constitué.

### Sanctions du CSA
Le Conseil supérieur de l'audiovisuel a prononcé plusieurs sanctions :
- une mise en garde pour incitation à la haine à la suite de l'émission du 11 février 2005 délinquance, la route des Roms[29] ;
- une mise en demeure à la suite de l'émission du 10 août 2010 pour avoir montré à l'écran à la fin de l'émission une question SMS d'un téléspectateur faisant un lien entre origine ethnique ou couleur de peau et délinquance[30].

### Conflits d’intérêts
En 2016, Mediapart pointe un conflit d’intérêts alors que l'émission est occasionnellement présentée par Thierry Guerrier, qui touche par ailleurs un salaire de Total, ayant notamment travaillé sur la stratégie de communication du groupe pétrolier. Pour le journal, « le cas est emblématique de la stratégie offensive du groupe pétrolier, du peu de scrupules d’un grand nombre de journalistes qui contreviennent à la charte déontologique de la profession ».

### Orientation idéologique
Cette émission a été critiquée à plusieurs reprises par l'association de critique des médias Acrimed qui lui reproche entre autres de « rouler à l’essence néolibérale et d'éviter autant que possible tout autre carburant »,.
En 2012, le documentaire Les Nouveaux Chiens de garde épingle notamment plusieurs personnalités qui interviennent régulièrement dans C dans l'air pour leur unanimisme idéologique.
En 2016, l'humoriste Didier Porte considère que l'émission consacrée à Nuit Debout est partisane et hostile au mouvement.
Le magazine Marianne, critique lui aussi le manque de pluralisme dans les invités de l'émission, qu'il accuse de verser dans le « Mélenchon-bashing sans nuance » lors d'une émission consacrée à l'homme politique. Le magazine relève que tous sont libéraux et unanimes, empêchant tout débat contradictoire.

### Conditions de travail
Des salariés envisagent une grève en décembre 2019 afin d'obtenir de meilleures conditions de travail. Ils sont notamment confrontés à des cadences très soutenues, à des contrats précaires et ne disposent que de cinq jours de vacances par an, une autre partie des congés payés étant incluse dans la rémunération.

## Liste des invités
L'émission s'appuie souvent sur la présence d'invités récurrents sur des thèmes donnés. Ainsi, en 2010, seulement 31 % des invités ne sont intervenus qu'une seule fois et les dix personnalités les plus invitées représentent 19,5 % des invitations. Les principaux invités par thèmes sont :

### Politique française
- Raphaëlle Bacqué
- Christophe Barbier
- Nicolas Beytout
- Alix Bouilhaget
- Roland Cayrol
- Christine Clerc
- Sophie Coignard
- Michèle Cotta
- Sylvain Crépon
- Matthieu Croissandeau
- Renaud Dély
- Nicolas Domenach
- Alain Duhamel
- Éric Dupin
- Éric Fottorino
- Caroline Fourest
- Jérôme Fourquet
- Françoise Fressoz
- Anne Fulda
- Jean Garrigues
- Pierre Giacometti
- Franz-Olivier Giesbert
- Gérard Grunberg
- Fanny Guinochet
- Béatrice Houchard
- Bruno Jeudy
- Laurent Joffrin
- Jean-François Kahn
- Virginie Martin
- Carl Meeus
- Catherine Nay
- Pascal Perrineau
- Sylvie Pierre-Brossolette
- Hélène Pilichowski
- Soazig Quemener
- Xavier Raufer
- David Revault d'Allonnes
- Dominique Reynié
- Ivan Rioufol
- Guillaume Roquette
- Nathalie Saint-Cricq
- Vanessa Schneider
- Maurice Szafran
- Brice Teinturier
- Ivanne Trippenbach
- Yves Thréard
- Agnès Verdier-Molinié
- Claude Weill
- Michel Wieviorka
- Thierry Wolton

### Afrique
- Antoine Glaser
- Louis Magloire Keumayou
- Stephen Smith

### Espagne et continent sud-américain
- Benoît Pellistrandi

### États-Unis
- Nicole Bacharan
- Jean-Éric Branaa
- François Clemenceau
- François Durpaire
- Laurence Haïm
- Alexandra de Hoop Scheffer
- André Kaspi
- Isabelle Lasserre
- Thomas Snégaroff
- Anne Toulouse
- Laure Mandeville

### Italie
- Marc Lazar
- Philippe Ridet

### Moyen-Orient
- Hasni Abidi
- Antoine Basbous
- Myriam Benraad
- Mathieu Guidère
- Antoine Sfeir
- Violaine Vanoyeke

### Royaume-Uni
- Jean-Bernard Cadier
- Philip Turle

### Russie
- Pierre Lorrain
- Aude Merlin
- Jacques Sapir
- Anne de Tinguy

### Économie, société
- Didier Arino
- Nicolas Baverez
- Sophie Binet
- Nicolas Bouzou
- Élie Cohen
- Philippe Crevelu
- Jean-Marc Daniel
- Véronique Descacq
- Philippe Dessertine
- Maryse Dumas
- Gérard-François Dumont
- Guillaume Duval
- Frédéric Farah
- Sandrine Foulon
- Philippe Frémeaux
- Jean-Pierre Gaillard
- Jacques Généreux
- Emmanuel Lechypre
- Mathilde Lemoine
- Fanny Guinochet
- Michel Godet
- Christine Kerdellant
- Jean-Claude Mailly
- Bernard Maris
- Jacques Marseille
- Ghislaine Ottenheimer
- Laurence Parisot
- Jacques Percebois
- Pascal Perri
- Thomas Porcher
- Pierre Rondeau
- Franck Roux
- Christian Saint-Étienne
- Raymond Soubie
- Marc Touati
- Bernard Vivier

### Guerres, terrorisme et conflits
- Alexandre Adler
- Pascal Boniface
- Yves Bonnet
- Jean-Charles Brisard
- Jean-Louis Bruguière
- Louis Caprioli
- Gérard Chaliand
- Pierre Conesa
- Damien Delsemy
- Éric Denécé
- Frédéric Encel
- Marc Hecker
- Roland Jacquard
- Gilles Kepel
- Jean-Dominique Merchet
- Claude Moniquet
- Hugo Micheron
- Wassim Nasr
- Pierre Servent
- Bruno Tertrais
- David Thomson
- Général Dominique Trinquand
- Élise Vincent

### Défense, sécurité, justice
- Michèle Bernard-Requin
- William Bourdon
- Général Vincent Desportes
- Michel Goya
- Pierre Haroche
- Thibault de Montbrial
- Jean-Paul Paloméros
- Frédéric Pons
- Bénédicte Chéron

### Dérèglement climatique
- Nicolas Berrod
- Frédéric Denhez
- Philippe Dessertine
- Audrey Garric
- François Gemenne
- Arnaud Gossement
- Jean Jouzel
- Valérie Masson-Delmotte
- Gaël Musquet
- Magali Reghezza-Zitt
- Amandine Richaud-Crambes
- Françoise Vimeux
- Emma Haziza

### Psychologie, criminologie, victimologie
- Alain Bauer
- Jean-Pierre Bouchard
- Roland Coutanceau
- Stéphane Gicquel
- Serge Hefez
- Frédéric Ploquin
- Dominique Rizet
- Anne Sénéquier
- Laurent Valdiguié

### Religions
- Abdennour Bidar
- Dounia Bouzar
- Jean-François Colosimo
- Michel Cool
- Cynthia Fleury
- Isabelle de Gaulmyn
- Michel Kubler
- Bernard Lecomte
- Frédéric Lenoir
- Caroline Pigozzi
- Mohamed Sifaoui
- Christian Terras
- Odon Vallet

### Sciences, aéronautique
- André Brahic
- Alain Cirou
- Gérard Feldzer
- Axel Kahn
- Michel Polacco
- Violaine Vanoyeke